# Metacystidae
Famille
Les Metacystidae sont une famille de Ciliés de la classe des Prostomatea et de l’ordre des Prostomatida.

## Étymologie
Le nom de la famille vient du genre type Metacystis, dérivé du grec μετα / meta, « après », et du suffixe -cysta, du grec κύστις / kýstis, « vessie, poche ».

## Description
Les Metacystidae ont une taille petite (< 80 µm) à grande (> 200 µm). Leur forme est cylindroïde. Ils vivent en nage libre, mais habitent dans une lorica` pseudochitineuse ou gélatineuse. Leur ciliation somatiques est bipolaire. Leurs paratènes sont visibles. Des cils caudaux sont présents. Leur région buccale est apicale, avec une ciliature péribuccale composée de plusieurs anneaux de ciliature, entourant la ciliature circumorale. Leur macronoyau est globulaire à ellipsoïde. Micronoyau et vacuole contractile sont présents. Leur cytoprocte n’a pas été observé. Ils sont peut-être bactérivores.

## Habitat
Les Metacystidae vivent en milieu marin, en eau saumâtre et en eau douce.
Pénard a observé des Metacystis dans divers étangs autour de Genève.

## Liste des genres
Selon GBIF (4 septembre 2024) et Lynn (2010) :
- Metacystis Cohn, 1866 genre type
  - Espèce type : Metacystis truncata Cohn, 1866[4]
- Pelatractus Kahl, 1930
- Vasicola Tatem, 1869

## Systématique
Le nom valide de ce taxon est Metacystidae Kahl, 1926.